# Thurgau (Schiff, 1932)
Die Thurgau ist ein Schiff der Schweizerischen Bodensee-Schifffahrt (SBS) mit Heimathafen Romanshorn.

## Geschichte

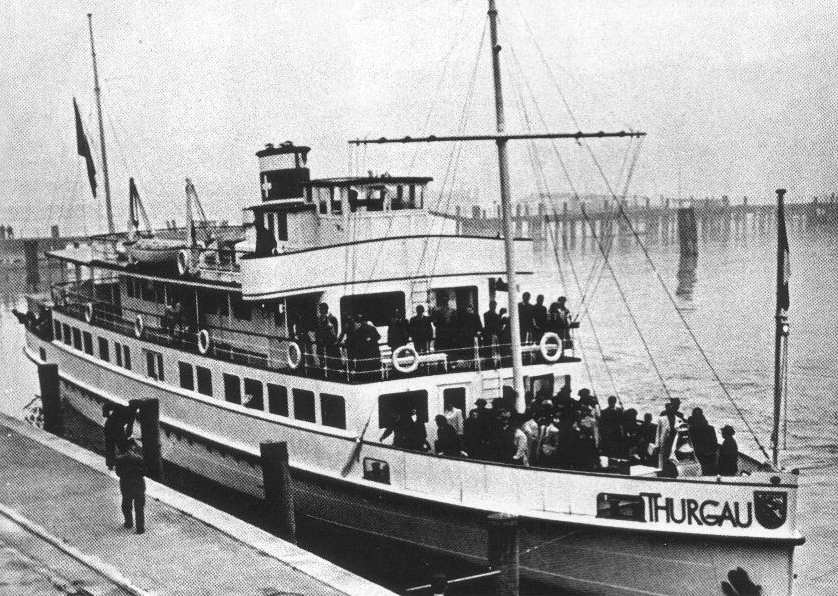
Die Thurgau bei ihrem ersten Nachkriegs-Besuch in Friedrichshafen am 12. September 1946

Im Jahre 1930 beschlossen die Schweizerischen Bundesbahnen (SBB), ihre Flotte nach deutschem und österreichischem Vorbild zu modernisieren. Erste Planungen sahen den Bau zweier mittelgrosser Motorschiffe ähnlich der Höri und der Mainau vor, die auf dem Überlinger See verkehrten. Die SBB erkannten jedoch rasch, dass sich solche Schiffe nicht für den Verkehr auf dem sturmgefährdeten Obersee eigneten. Die Bodan-Werft in Kressbronn baute daraufhin ein Zweideckschiff, das vom 1929 in Betrieb genommenen Dreideck-Motorschiff Allgäu abgeleitet wurde. 1932 stellten die SBB mit der Thurgau ihr erstes Motorschiff auf dem Bodensee in Dienst, welche das Dampfschiff Helvetia aus dem Jahr 1887 ersetzte. 1933 folgte das Schwesterschiff Zürich. Die Thurgau war schweizweit das erste grössere Motorschiff.

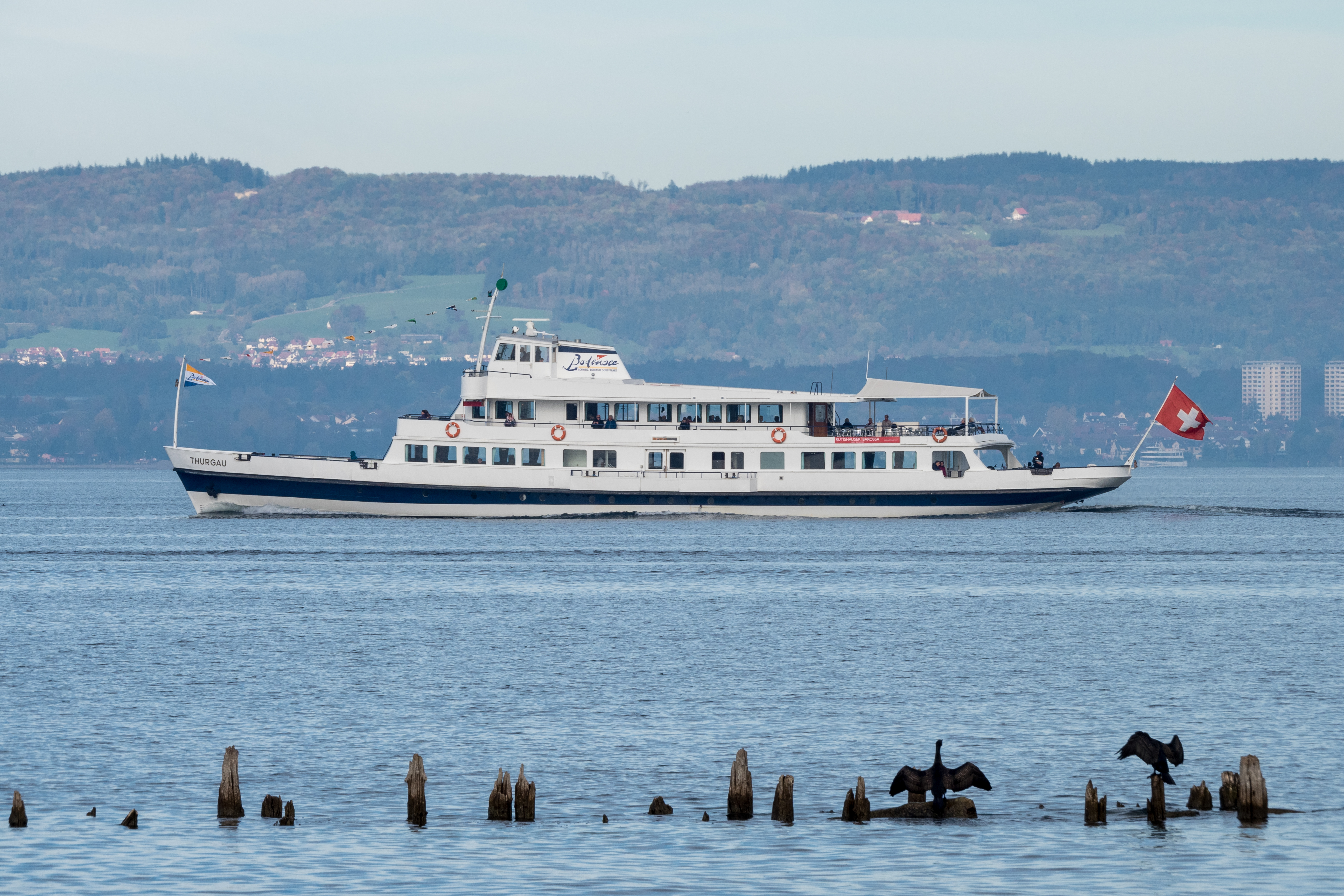
Die Thurgau auf dem Bodensee

Die Thurgau verkehrte auf der Querverbindung von Romanshorn nach Friedrichshafen. Am 9. Mai 1934 kam es im Hafen von Lindau zu einer Kollision mit der Glückauf. Ab 1938 waren die Fahrgäste strengen deutschen Grenzkontrollen ausgesetzt, was zu einem starken Verkehrsrückgang führte. Am 4. Juni 1940 wurde der Schiffsverkehr zwischen der Schweiz und Deutschland eingestellt. Weil Dieseltreibstoff noch knapper war als Kohle, wurden für die verbliebenen Fahrten am Schweizer Ufer nur noch Dampfschiffe eingesetzt. Am 12. September 1946 war die Thurgau das erste Schweizer Schiff, das nach dem Zweiten Weltkrieg Friedrichshafen anlief. Die Thurgau wurde weiterhin im Querverkehr zum deutschen Ufer eingesetzt. Zu einer weiteren Kollision kam es am 18. Dezember 1956 bei dichtem Nebel mit dem deutschen Kiesschiff Seestern.

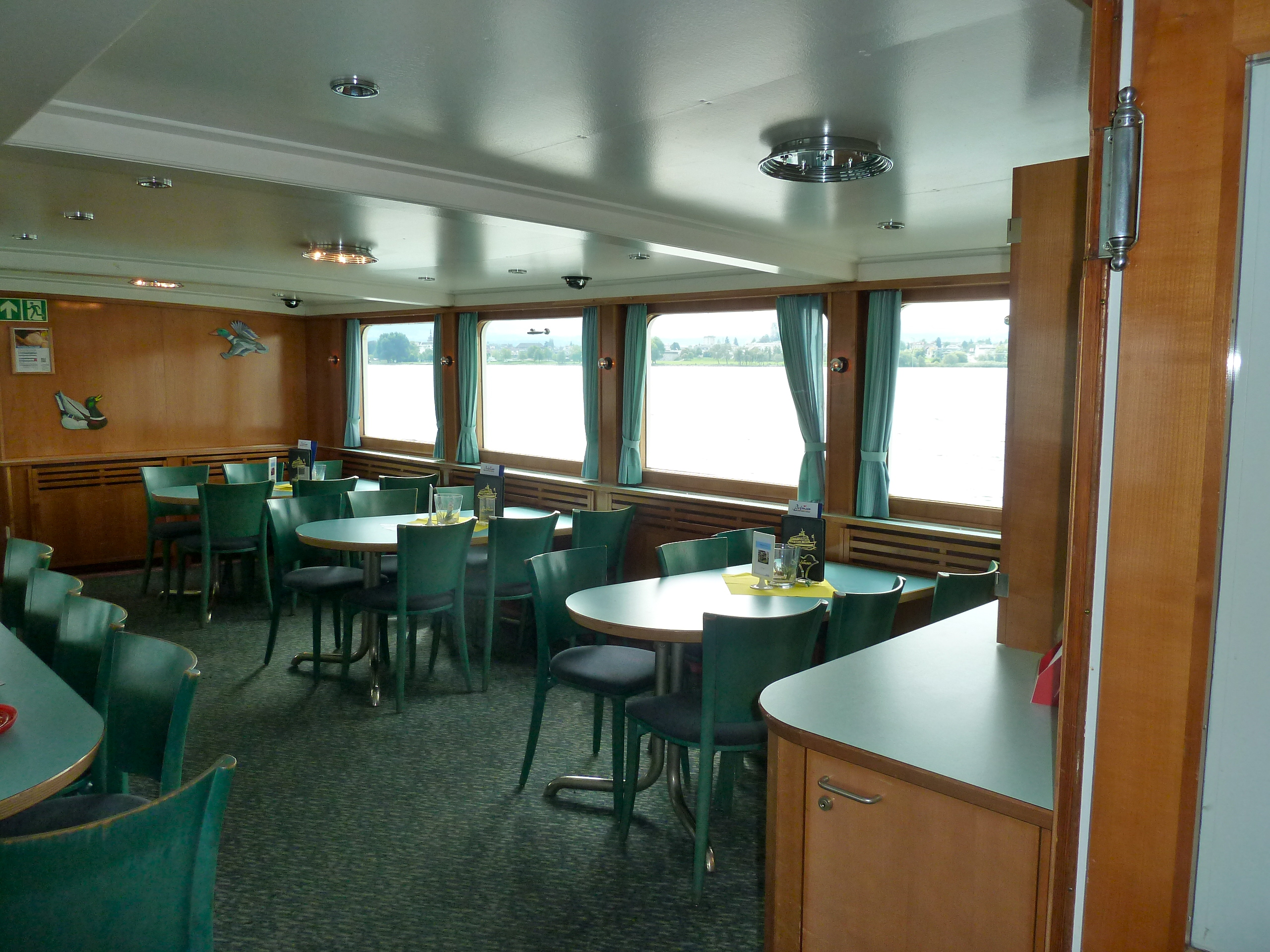
Salon auf dem Hauptdeck

Beim Umbau in der Bodan-Werft im Winter 1958/59 erhielt das Schiff ein modernes Vorschiff, einen ausfallenden Vordersteven und neue Brückenaufbauten. Der Kamin und die Rettungsboote wurde durch eine neuartige Kombination von Steuerhaus und  Kaminattrappe ersetzt. Das Oberdeck wurde nach achtern um zwei Meter verlängert. Zwei neue Viertakt-Dieselmotoren der Schweizerische Lokomotiv- und Maschinenfabrik (SLM) mit einer Leistung von je 300 PS ersetzten die ursprünglichen Sulzer-Motoren.
Mit der Inbetriebnahme der Fähren Romanshorn im Jahre 1958 und Rorschach im Jahr 1966 wurde der Querverkehr zum deutschen Ufer immer mehr ausgedünnt. Die Thurgau verkehrte nun hauptsächlich im Kursverkehr zwischen Rorschach, Romanshorn und der Insel Mainau. Ab 1976 wurde sie immer mehr für Sonderfahrten verwendet. 1991 wurden die Fahrgasträume neu gestaltet.
Im Frühjahr 2022 war das Schiff aushilfsweise auf der Fährlinie Friedrichshafen–Romanshorn im Einsatz. Der Unterhalt der beiden SLM-Dieselmotoren aus dem Jahr 1959 ist schwierig geworden. Die Beschaffung der Ersatzteile, sofern sie überhaupt erhältlich sind, ist teuer.

## Impfschiff

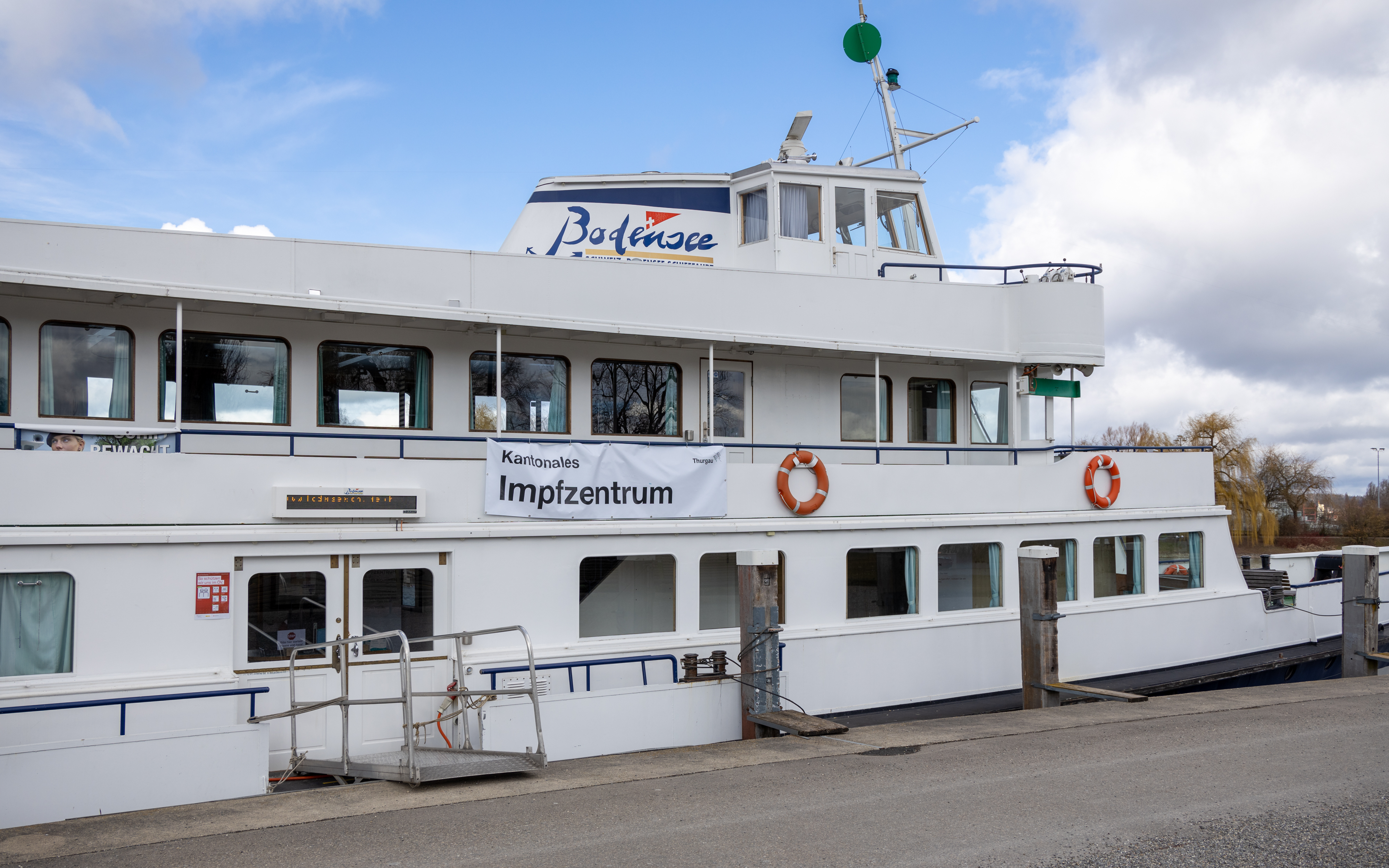
COVID19-Impfung in Kreuzlingen

Während der COVID-19-Pandemie wurden auf der Thurgau Impfungen durchgeführt. Dafür wurden im Januar 2021 von Zivilschützern Trennwände eingezogen, um die einzelnen Bereiche des Impfprozesses voneinander abzutrennen. Die Kapazität war auf rund 170 Personen pro Tag ausgerichtet. Ab dem 2. Februar lag das Schiff zunächst eine Woche in Romanshorn, danach zwei Wochen in Kreuzlingen und eine Woche in Arbon. Anschliessend kehrte es nach Romanshorn zurück, damit das Personal die zweite Impfdosis verabreichen konnte. Am 23. Mai 2021 war der letzte Impftag auf dem Schiff und ab Ende Mai wurde es wieder als Kursschiff eingesetzt.

## Namensgebung
Das Schiff ist nach dem Schweizer Kanton Thurgau benannt. Das Ufer des schweizerischen Teil des Bodensees liegt zu einem grossen Teil im Kanton Thurgau. Den Namen Thurgau trägt auch ein Schiff der Schweizerischen Schifffahrtsgesellschaft Untersee und Rhein.